# Símbolo de Kronecker
En teoría de números, el símbolo de Kronecker, escrito como {\displaystyle \textstyle \left({\frac {a}{n}}\right)} o (a|n), es una generalización del símbolo de Jacobi para todos los números enteros n. Fue introducido en 1885 por Leopold Kronecker.

## Definición
Sea n un número entero distinto de cero, con una factorización en números primos
{\displaystyle n=u{p_{1}}^{e_{1}}\cdots {p_{k}}^{e_{k}},}
donde u es una unidad (i.e., u es 1 o −1), y los pi son números primos. Sea a un entero. El símbolo de Kronecker (a|n) se define como: 
{\displaystyle \left({\frac {a}{n}}\right)=\left({\frac {a}{u}}\right)\prod _{i=1}^{k}\left({\frac {a}{p_{i}}}\right)^{e_{i}}.}
Para números impares pi, el (a|pi) se reduce simplemente al símbolo de Legendre. Queda el caso en el que pi = 2. Se define (a|2) por 
{\displaystyle \left({\frac {a}{2}}\right)={\begin{cases}0&{\mbox{si }}a{\mbox{ es par,}}\\1&{\mbox{si }}a\equiv \pm 1{\pmod {8}},\\-1&{\mbox{si }}a\equiv \pm 3{\pmod {8}}.\end{cases}}}
Puesto que extiende el símbolo de Jacobi, la cantidad (a|u) es simplemente 1 cuando u = 1. Cuando u = −1, se define éste por 
{\displaystyle \left({\frac {a}{-1}}\right)={\begin{cases}-1&{\mbox{si }}a<0,\\1&{\mbox{si }}a\geq 0.\end{cases}}}
Finalmente, tenemos que
{\displaystyle \left({\frac {a}{0}}\right)={\begin{cases}1&{\text{si }}a=\pm 1,\\0&{\text{de otra manera.}}\end{cases}}}
Estas extensiones son suficientes para definir el símbolo de Kronecker para todos los valores enteros  n.